# Johann von Eych
Johann von Eych (Heldburg, 1404 circa – Eichstätt, 1º gennaio 1464) è stato un cardinale e vescovo cattolico tedesco.

## Biografia
Figlio di Karl von Eych e Margaretha von Heitburg, studiò all'università di Vienna dal 1423 e completò gli studi presso l'università di Padova dal 1429, dove ottenne il dottorato in sacra scrittura e in diritto canonico.
Canonico del capitolo della cattedrale di Eichstätt nel 1430, fu rettore a Padova nel periodo 1433-1434 e preside della facoltà di legge dell'università di Vienna nel 1435 e di nuovo negli anni 1437-1438.
Von Eych fu in contatti epistolari con diversi ecclesiastici della sua epoca, come Giovanni da Capestrano, Nicola Cusano, Jakob von Tueckelhausen et Bernhard von Waging ed intrattenne relazioni con i maggiori rappresentanti dell'umanesimo tedesco, tra i quali Ulrich Gossembrot. Fu anche cancelliere dell'imperatore Alberto II.
Venne eletto vescovo di Eichstätt da parte del capitolo della cattedrale e confermato dalla Santa Sede il 1º ottobre 1445. Ricevette la consacrazione episcopale il 13 marzo 1446 dalle mani di Peter von Schaumberg, vescovo di Augusta.
Fu creato cardinale presbitero da papa Pio II nel concistoro del 31 maggio 1462, ma non ricevette mai né la berretta cardinalizia né il titolo.
Morì ad Eichstätt dopo una lunga malattia il 1º gennaio 1464 e venne sepolto nel chiostro del monastero di Sankt Walburg ad Eichstätt.

## Genealogia episcopale
La genealogia episcopale è:
- Cardinale Peter von Schaumberg
- Cardinale Johann von Eych